# Бо, Уильям Бернард
Уильям Бернард Бо (7 июля 1930 — 29 ноября 1950) — рядовой первого класса морской пехоты США, в возрасте 20 лет получил медаль Почёта во время Корейской войны, пожертвовав своей жизнью ради спасения своих товарищей-морпехов. 29 ноября 1950 г в бою между Кото-ри и Хагари-ри Бо прикрыл солдат своего отряда от разрыва вражеской гранаты, накрыв её своим телом. Он стал 15-м по счёту морским пехотинцем получившим медаль Почёта за героизм, проявленный в ходе Корейской войны.

## Биография
Родился 7 июля 1930 в Маккини, штат Кентукки. Посещал общественную школу в округе Батлер, штат Огайо. Работал в Harrison Shoe Corporation. 23 января 1948 в возрасте 17 лет вступил в ряды корпуса морской пехоты.
После прохождения подготовки на базе Пэрис-айленд, штат Южная Каролина Бо в звании рядового первого класса служил на базе Кэмп-леджен. Был переведён в первую дивизию морской пехоты, участвовал в высадке в Инчхоне, захвате Сеула, боях у Вонсана, Хыннама и Чосинского водохранилища (где и погиб).
Был награждён благодарностью президента США, медалью оккупационной службы флота с пряжкой «Европа», медалью «За службу в Корее» с тремя бронзовыми звёздами и медалью ООН за службу в Корее. Кроме медали Почёта был награждён посмертно медалью Пурпурное сердце.

## Наградная запись к медали Почёта
Президент Соединённых штатов от имени Конгресса берёт на себя честь вручить медаль Почёта посмертно
Рядовому первого класса Уильяму Б.Бо за службу описанную в нижеследующей цитате:
За выдающуюся доблесть и отвагу при выполнении долга с риском для жизни в рядах противотанкового штурмового отряда приданному роте С, 3-го батальона, первого полка первой дивизии морской пехоты (усиленной) в ходе ночной вражеской атаки против моторизованной колонны на марше от Кото-ри к Хагари-ри, Корея 29 ноября 1950. Вражеская граната угодила в его грузовик в то время как рядовой первого класса Бо и его отделение действуя мгновенно, готовились соскочить на землю и помочь отражать противника ведущего интенсивный огонь из автоматического оружия и гранатами с хорошо скрытых и глубоко углублённых придорожных позиций. Рядовой первого класса Бо незамедлительно выкрикнул предупреждение другим бойцам в грузовике и не думая о собственной безопасности накрыл смертоносный снаряд своим телом, спасая своих товарищей от серьёзных ранений или возможной гибели. Рядовой первого класса Бо получивший несколько тяжёлых ранений, от которых вскоре скончался своей величественной храбростью и героическим духом самопожертвования поддержал высочайшие традиции военно-морской службы США. Он благородно пожертвовал свою жизнь ради своей страны.
/подписано/Гарри Трумэн
Оригинальный текст (англ.)
The President of the United States in the name of The Congress takes pride in presenting the MEDAL OF HONOR posthumously to
PRIVATE FIRST CLASS WILLIAM B. BAUGH
UNITED STATES MARINE CORPS
for service as set forth in the following CITATION:
For conspicuous gallantry and intrepidity at the risk of his life above and beyond the call of duty while serving as a member of an Anti-Tank Assault Squad attached to Company G, Third Battalion, First Marines, First Marine Division (Reinforced), during a nighttime enemy attack against a motorized column en route from Koto-Ri to Hagaru-ri, Korea, on November 29, 1950. Acting instantly when a hostile grenade landed in his truck as he and his squad prepared to alight and assist in the repulse of an enemy force delivering intense automatic-weapons and grenade fire from deeply entrenched and well-concealed roadside positions, Private First Class Baugh quickly shouted a warning to the other men in the vehicle and, unmindful of his own personal safety, hurled himself upon the deadly missile, thereby saving his comrades from serious injury or possible death. Sustaining severe wounds from which he died a short time afterward, Private First Class Baugh, by his superb courage and valiant spirit of self-sacrifice, upheld the highest traditions of the United States Naval Service. He gallantly gave his life for his country.
/S/HARRY S. TRUMAN

## Награды
| A light blue ribbon with five white five pointed stars |                                                                                      |
|                                                        | Бронзовая звезда за службу · Бронзовая звезда за службу · Бронзовая звезда за службу |

| Медаль Почёта                                                   | Пурпурное сердце                                        | Президентская благодарность подразделению (армия США) |
| Медаль «За оккупационную службу» (ВМС США) (с пряжкой «Европа») | Медаль «За службу в Корее» с тремя бронзовыми звёздами. | Медаль «За службу ООН в Корее»                        |